# Universität Mostar
Die Universität von Mostar (kroatisch Sveučilište u Mostaru, kurz SUM; lateinisch Universitas studiorum Mostariensis) ist eine am 11. Februar 1977 gegründete staatliche Hochschule in Bosnien und Herzegowina.
Sie liegt im mehrheitlich von Kroaten bewohnten Westteil von Mostar, im Zentrum des Stadtteils Rondo. Von den 10.712 Studenten im akademischen Jahr 2014/2015 kamen 17 % aus der Republik Kroatien.
Die Universität ist Mitglied im Netzwerk der Balkan-Universitäten (AARC).

## Geschichte
Während des Bosnienkrieges wurde im akademischen Jahr 1992/1993 der aktuelle Name und die kroatische Sprache als offizielle Lehrsprache angenommen.
Im akademischen Jahr 1994/1995 kam es im mehrheitlich von Bosniaken bewohnten Ostteil von Mostar zu einer weiteren Universitätsneugründung mit bosnischer Sprache, die den früheren Namen Džemal Bijedić annahm. Beide Universitäten bezeichnen sich als legale Nachfolger der Ursprungsuniversität, die sich seit der Einführung der Bologna-Regeln einen Wettbewerb um Ansehen und Studentenzahlen betreiben.
Im Zuge der Hochschulallianz EUPeace arbeitet die Universität seit 2021 mit der Philipps-Universität Marburg und der Justus-Liebig-Universität Gießen zusammen.

## Fakultäten
Es gibt elf Fakultäten, an welchen Studienprogramme für Bachelor- und Masterabschlüsse entsprechend der Bologna-Regeln angeboten werden.
- Fakultät für Agrarwissenschaften und Lebensmitteltechnologie
- Akademie der bildenden Künste
- Wirtschaftsfakultät
- Fakultät für Natur-, Mathematik- und Naturwissenschaften
- Fakultät für Maschinenbau, Informatik und Elektrotechnik
- Fakultät für Gesundheitsstudien
- Fakultät für Pharmazie
- Philosophische Fakultät
- Fakultät für Bauingenieurwesen
- Medizinische Fakultät
- Juristische Fakultät

## Bekannte Studenten
- Dragan Čović (* 1956), Politiker